# Antonín Zváček
Antonín Zváček (Hačky, bij Prostějov (Duits: Proßnitz), Olomouc, 29 april 1907 – 4 september 1981) was een Tsjechisch componist en dirigent.

## Leven
Zváček werd op 14-jarige leeftijd lid van de militaire kapel van het 6e Infanterie-Regiment in Olomouc. In 1928 ging hij naar de Koninklijke Roemeense Militaire Kapel in Boekarest. Drie jaar later kwam hij weer terug en werd lid van de Politiemuziekkapel te Brno, waar hij later ook dirigent werd. Na de Tweede Wereldoorlog werd hij dirigent van het harmonieorkest van de stad Olomouc. 
Als componist liet hij rond de 500 composities achter, meestal marsen en dansen. Hij wordt in Tsjechië aangezien als de Koning van de Moravische polka.

## Composities (selectie)

### Werken voor harmonieorkest
- Baletka polka
- Bousovska polka
- Budvarska polka
- Bystročická polka
- Divci sal polka
- Dubanská polka
- Helenka polka
- Kmotřenka polka
- Maminčina, sousedska
- Me Dobrusce, polka
- Na Hané polka
- Prostéjovské polka
- Rúženkám polka
- Sivická polka
- Tesařská polka
- Tisnovanka polka

- Gemeinsame Normdatei: 134566130
- International Standard Name Identifier: 0000 0000 5880 2066
- Nationale Bibliotheek van Tsjechië: ola200205277
- Virtual International Authority File: 79674531
- WorldCat: E39PBJm9gqKwgtXpJKRpdxYkjC